# Hôtel Leroy
L'hôtel Leroy est un hôtel particulier situé à Castres, dans le Tarn, en région Occitanie.

## Description
Dès 1592, un immeuble, appartenant à Jean Le Roy (lieutenant de la judicature royale de Castres), est cité au compoids, même si rien ne prouve qu'il s'agisse déjà de la bâtisse actuelle. 
La demeure actuelle daterait du XVIIe siècle. Elle possède de nombreuses fenêtres à meneaux, ainsi qu'une tourelle d'angle en brique rouge donnant sur la rue. Au-dessus de l'entrée, une inscription latine, Coelum non solum, peut se traduire par "Le ciel et non la terre" ou par "Pas seulement le ciel". Elle est située dans la rue de la Chambre de l’Édit, où se trouve aussi l'hôtel de Viviès.
L'hôtel Leroy est inscrit aux monuments historiques par arrêté du 6 novembre 1936.

## Galerie

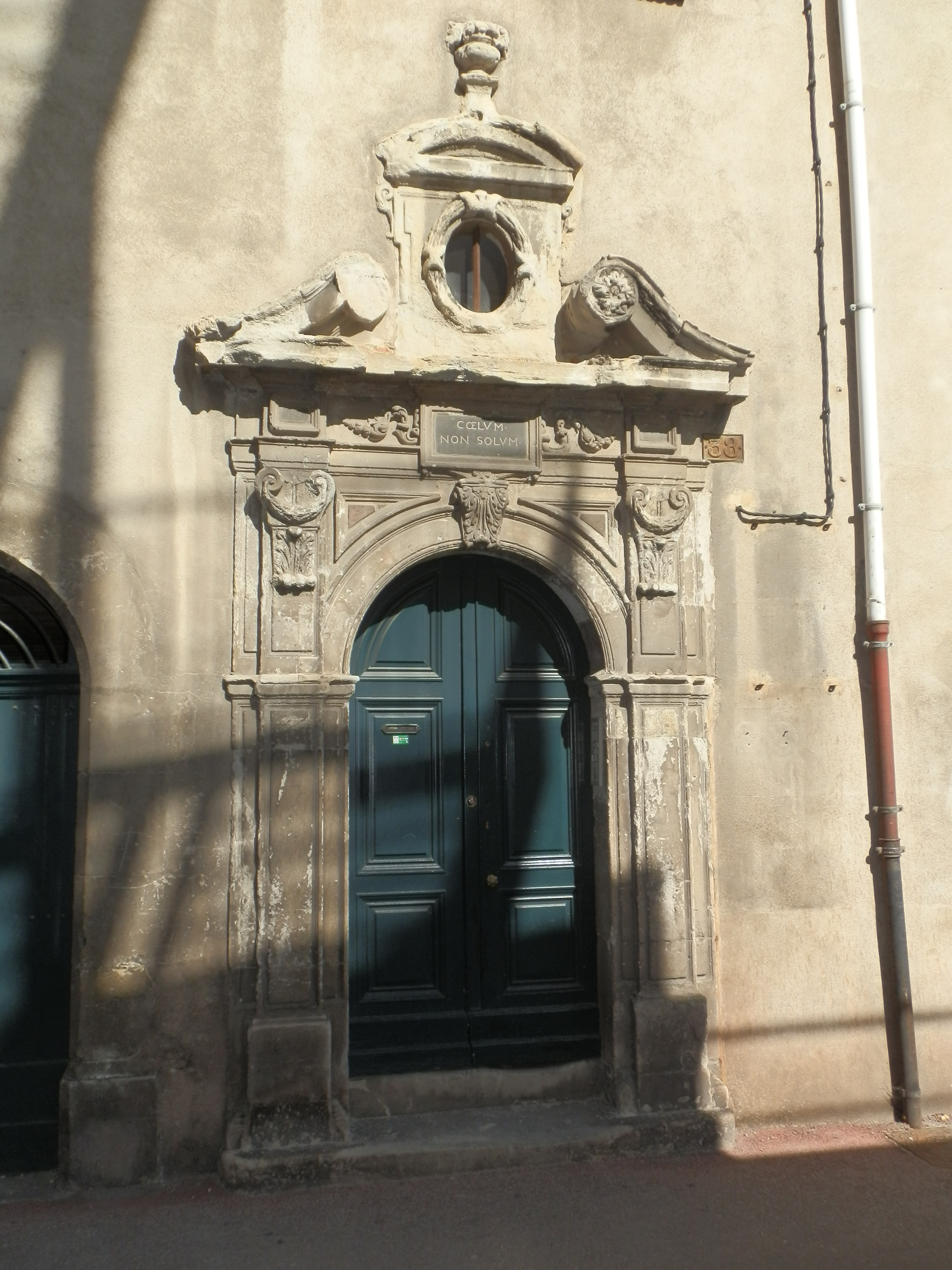
L'entrée de l'Hôtel, surmonté de la devise en latin
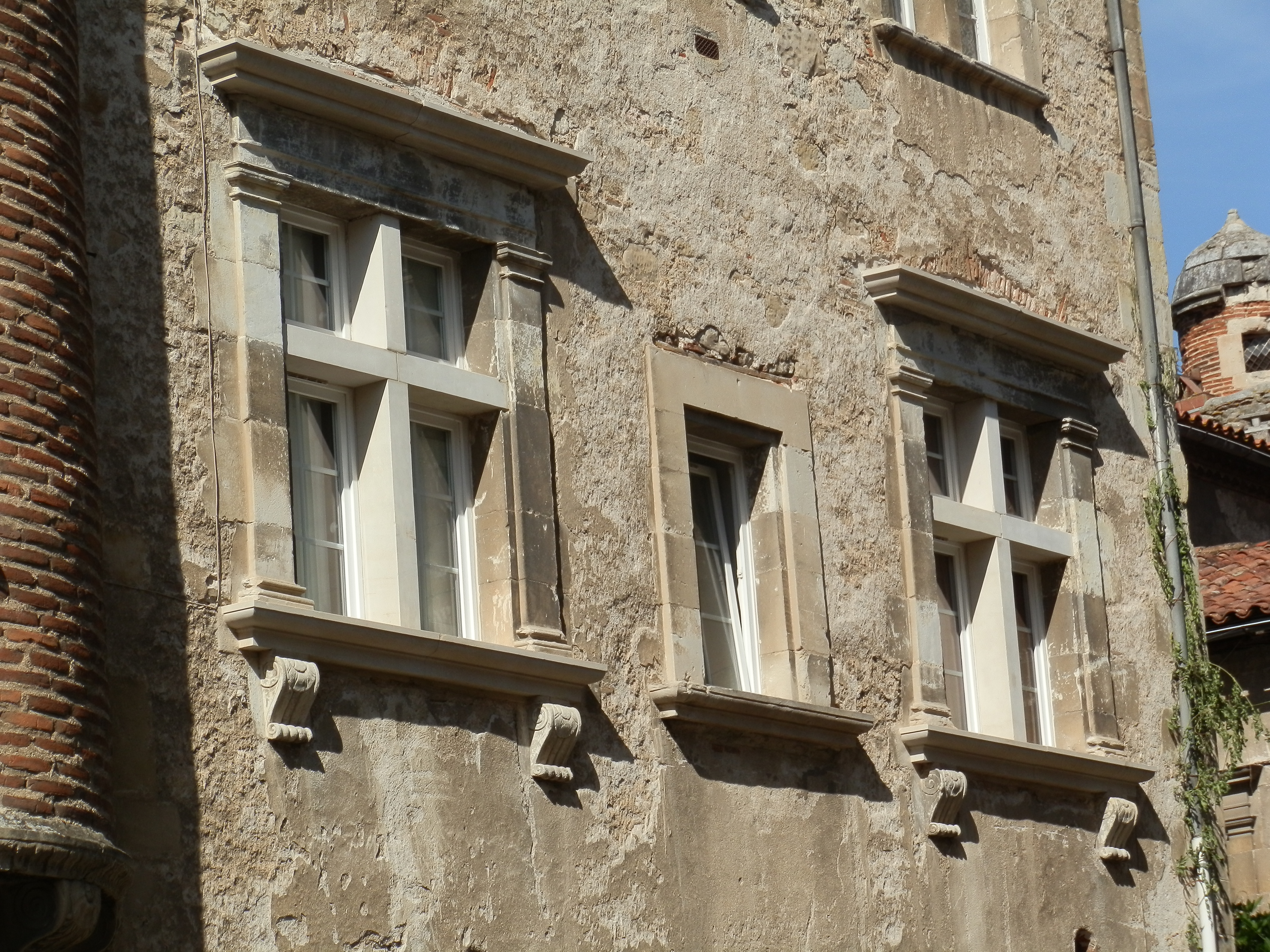
Les fenêtres à meneaux
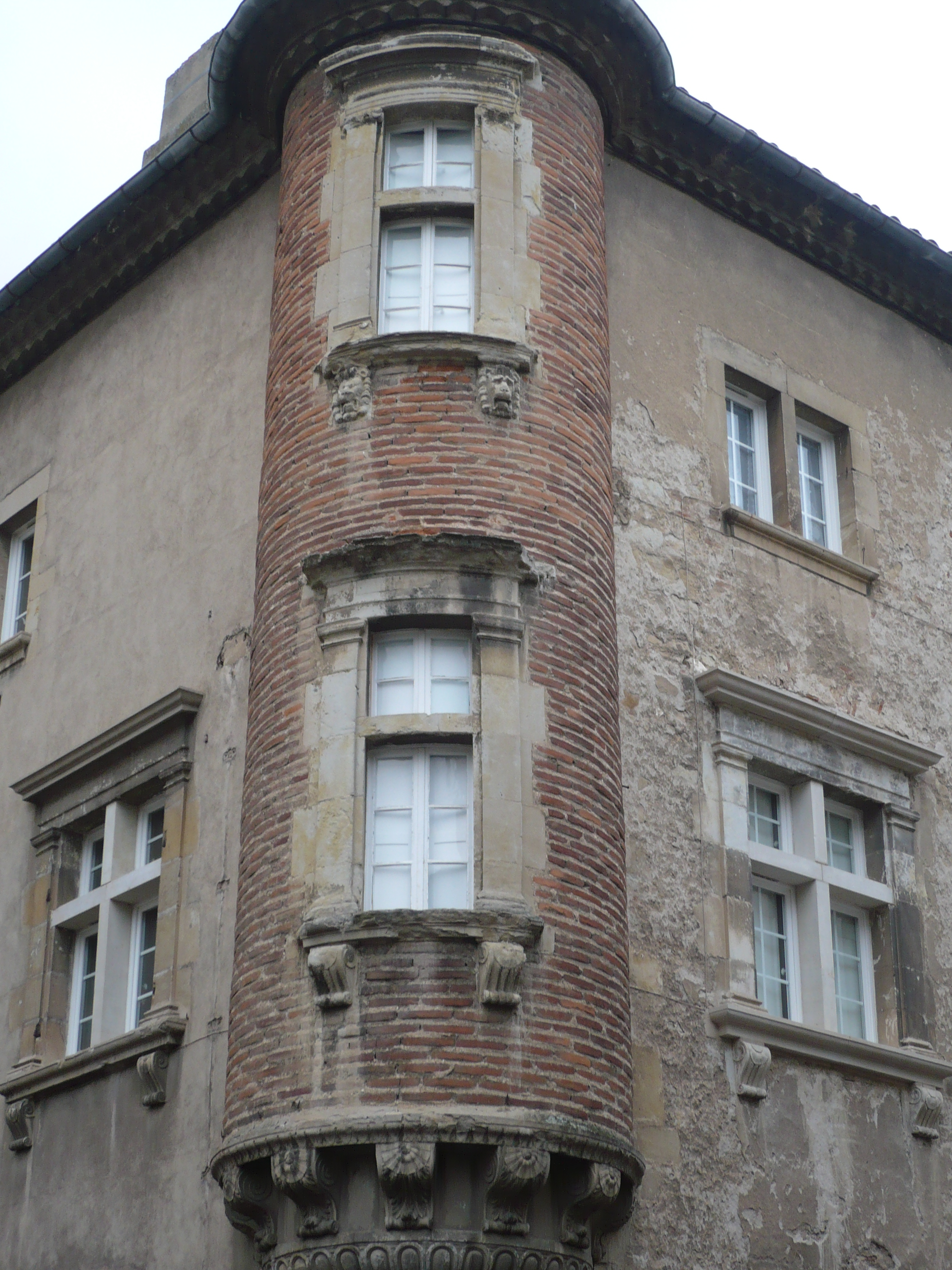
La tourelle d'angle
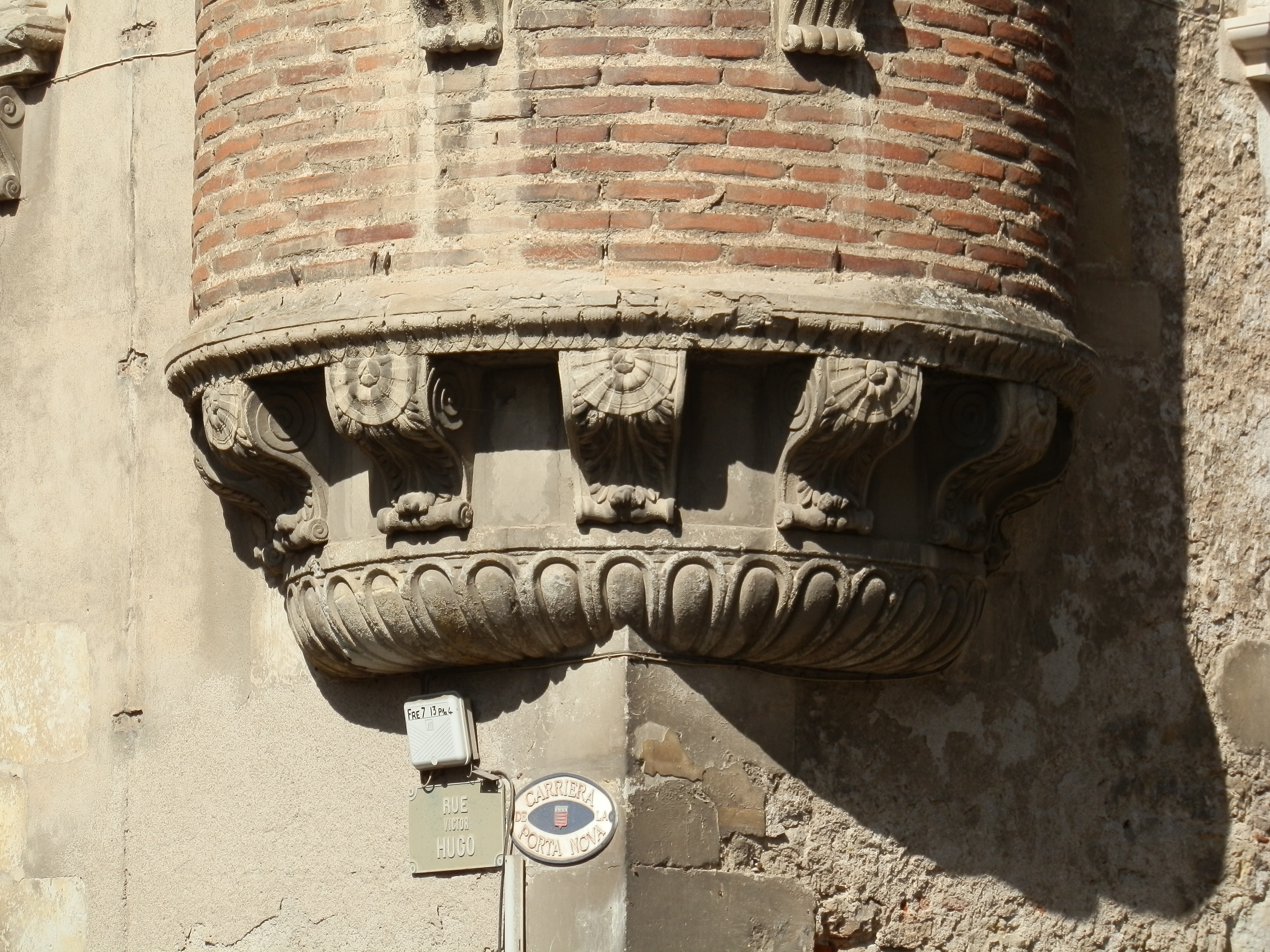
Détail de la tourelle